# 잔루카 참브로타
잔루카 잠브로타, OMRI 장교장(본명 : 잠브롯타, 참브롯타,   이탈리아어: Gianluca Zambrotta, 1977년 2월 19일, 롬바르디아 주 코모 ~ )는 이탈리아의 은퇴한 축구 선수이자, 현재 축구 감독이다.

## 클럽 경력
참브로타는 유벤투스에서 이적하면서, 2010년까지 바르셀로나에서 뛰기로 계약하였다. 주전으로 활약했지만 향수병을 앓던 참브로타는 결국 2008년 5월, 고국인 이탈리아 세리에 A의 AC 밀란으로 이적하게 되었다.

## 국가대표팀 경력
참브로타는 유로 2000 대회를 통해 첫 국제 대회에 출전했고, 이탈리아의 주전 선수로 뛰면서 준우승을 이끌었다. 그러나 정작 본인은 네덜란드와의 준결승전에서 경고 누적으로 퇴장을 당해 결승전에 출전하지 못했고, 벤치에서 패배를 지켜봐야만 했다. 그리고 그 해 가투소, 피를로 등과 함께 2000년 하계 올림픽에 출전해 8강 진출을 이끌었다.
다음 2002년 FIFA 월드컵, UEFA 유로 2004에서도 이탈리아 대표로 출전했지만 예상보다 저조한 성적을 거뒀다.
2006년 FIFA 월드컵에서는 단 한 개의 필드골을 허용하지 않으면서 결승에 올랐고, 프랑스를 승부차기에서 꺾고 네번째 우승을 차지했다. 특히 잠브로타는 이탈리아의 주전으로 뛰면서 측면을 장악했는데, 우크라이나와의 8강전에서는 중거리슛으로 득점을 기록하기도 했었다. 이 활약으로 잠브로타는 이 대회의 올스타 팀에 선정됐다.

## 플레이 스타일
참브로타는 공수 모두 수평적인 안정성을 갖춘 풀백이며, 양쪽을 모두 소화할 수 있었다. 또한 수준급 킥력까지 갖추고 있어서 최전성기 시절에는 위협적인 크로스 및 강력한 중거리 슛으로 양쪽 측면을 지배하였다. 예를 들면 지난 2006년에 우크라이나와의 월드컵 8강전에서 득점을 기록했을 때다.

## 수상 내역
유벤투스
- 세리에 A : 우승 (2001-02, 2002-03)
- 수페르코파 이탈리아나 : 우승 (2002, 2003)
- UEFA 인터토토컵 : 우승 (1999)
- UEFA 챔피언스리그 : 준우승 (2002-03)

바르셀로나
- 수페르코파 데 에스파냐 : 우승 (2006)
- FIFA 클럽 월드컵 : 준우승 (2006)

AC 밀란
- 세리에 A : 우승 (2010-11)
- 수페르코파 이탈리아나 : 우승 (2011)

 이탈리아
- UEFA 유럽 축구 선수권 대회 : 준우승 (2000)
- FIFA 월드컵 : 우승 (2006)

개인
- UEFA 유럽 축구 선수권 대회 올스타 팀 : 2004
- FIFA 월드컵 올스타 팀 : 2006
- UEFA 올해의 팀 : 2006
- FIFPro 월드 베스트 XI : 2006

## 훈장
- 2000년 이탈리아 공화국 공로 훈장 5등급 (Cavaliere OMRI)
- 2006년 이탈리아 공화국 공로 훈장 4등급 (Ufficiale OMRI)